# Karl Goedeke
Karl Friedrich Ludwig Goedeke (født 15. april 1814 i Celle, død 28. oktober 1887 i Göttingen) var en tysk litteraturhistoriker.
Først studerede han i Göttingen filologi og litteraturhistorie, men blev 1838 knyttet til den Hahnske Hofboghandel i Hannover som litterær konsulent. Han bosatte sig 1859 i Göttingen, hvor han 1873 blev udnævnt til ekstraordinær professor i litteraturhistorie ved universitetet. Under pseudonymet Karl Stahl havde han 1839 udgivet den aristofaniske komedie König Kodrus, eine Missgeburt der Zeit, senere fulgte et bind noveller. Men han forlod nu digtningen for at dyrke den litteraturhistoriske monografi (Knigges Leben und Schriften 1844), Emanuel Geibel (1869), Gottfried August Bürger in Göttingen und Gellinghausen (1873). Hans hovedværk er dog Grundriss zur Geschichte der deutschen Dichtung, der udkom i 3 bind (1859—81), senere i nye, udvidede udgaver ved Edmund Goetze og Franz Muncker. Goedeke forestod den historisk-kritiske udgave af Schillers sämtliche Schriften (1867—76, 15 bind), udgav Geschäftsbriefe Schillers (1875) og Goethes Leben und Schriften (1874).